# Woland
Woland (Valand, Faland, Wieland) – germańskie imię Szatana, pojawiające się w kilku wersjach legendy o Fauście. Prawdopodobnie znaczy „oszustwo”.
W dramacie Faust Goethego Mefistofeles raz mówi o sobie jako junkrze Wolandzie.
W powieści Michaiła Bułhakowa Mistrz i Małgorzata posługujący się imieniem Woland (Воланд) Szatan należy do bohaterów pierwszoplanowych. W serialu z 1988 roku,  w reżyserii Macieja Wojtyszki, rolę Wolanda zagrał Gustaw Holoubek.